# Dibenzepina

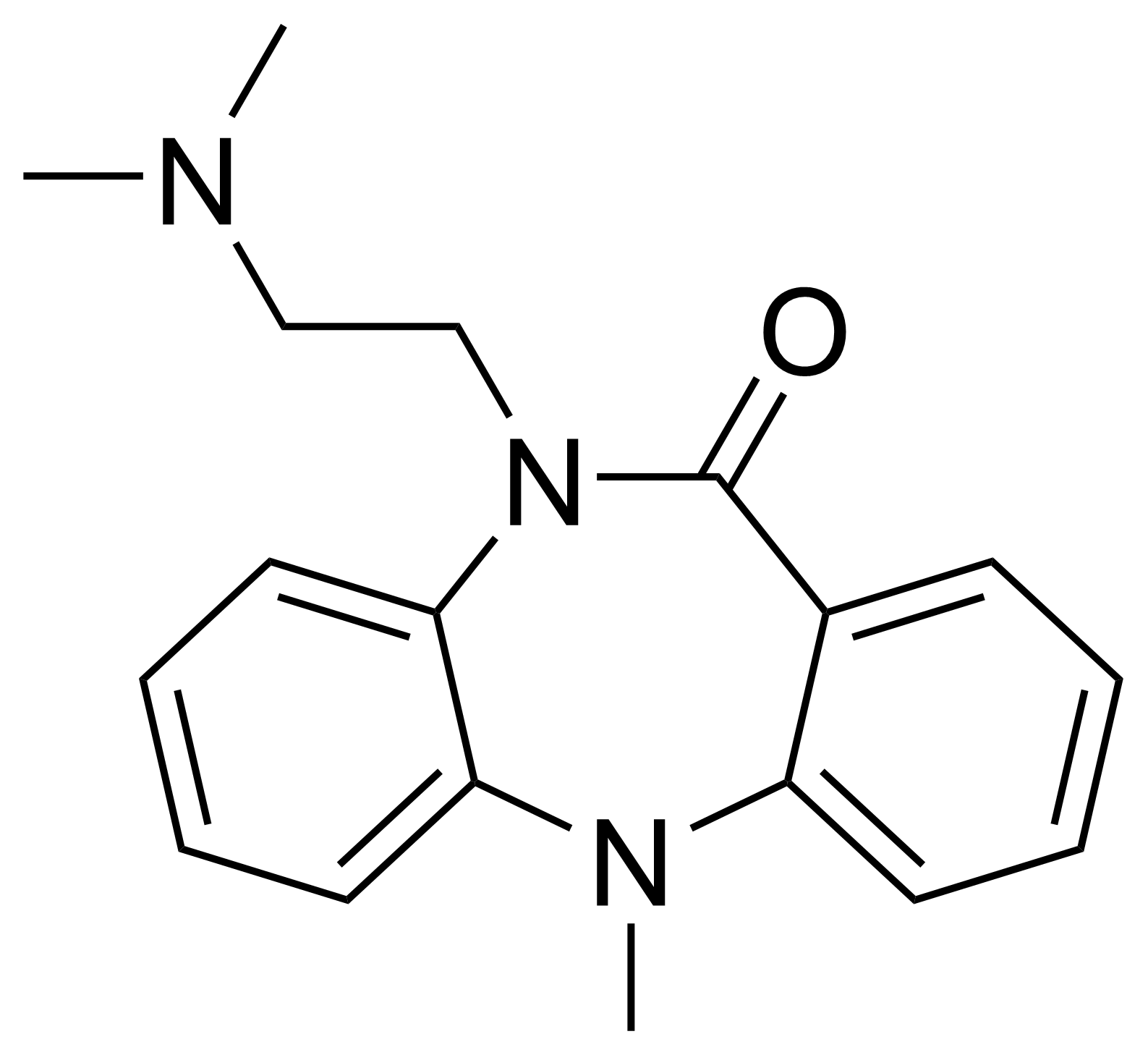
Dibenzepina

La dibenzepina,  dibenzepine o dibezepinum  es un fármaco que pertenece a la clase de los antidepresivos tricíclicos (ATC). Se utiliza para el tratamiento de los trastornos depresivos.Es un antidepresivo con el anillo central de lactama N sustituida con una cadena básica de dos metilenos con actividad es similar a la amitriptilina.Su fórmula química es C18H21N3O; MW = 295.4.Se comercializa con el nombre de Noveril.